# Lipstick Traces (A Secret History of Manic Street Preachers)
Lipstick Traces (A Secret History of Manic Street Preachers) è un album di raccolta del gruppo musicale gallese Manic Street Preachers, pubblicato nel 2003.

## Tracce

### Disco 1:B-Sides and Rarities
1. Prologue to History – 4:47
2. 4 Ever Delayed – 3:38
3. Sorrow 16 – 3:46
4. Judge Yr'self – 3:03
5. Socialist Serenade – 4:15
6. Donkeys – 3:13
7. Comfort Comes – 3:29
8. Mr Carbohydrate – 4:16
9. Dead Trees and Traffic Islands – 3:45
10. Horses Under Starlight – 3:10
11. Sepia – 3:56
12. Sculpture of Man – 1:55
13. Spectators of Suicide (Heavenly Records version) – 5:06
14. Democracy Coma – 3:45
15. Strip It Down (live) – 2:42
16. Bored Out of My Mind – 2:57
17. Just a Kid – 3:36
18. Close My Eyes – 4:29
19. Valley Boy – 5:10
20. We Her Majesty's Prisoners – 5:22

### Disco 2:Cover Versions
1. We Are All Bourgeois Now (McCarthy cover) – 4:35
2. Rock 'N' Roll Music (Chuck Berry cover) – 2:55
3. It's So Easy (live; Guns N' Roses cover) – 2:54
4. Take the Skinheads Bowling (Camper Van Beethoven cover) – 2:30
5. Been a Son (Nirvana cover) – 2:28
6. Out of Time (The Rolling Stones cover) – 3:34
7. Raindrops Keep Fallin' on My Head (B. J. Thomas cover) – 2:58
8. Bright Eyes (live; Art Garfunkel cover) – 3:14
9. Train in Vain (live; The Clash cover) – 3:16
10. Wrote for Luck (Happy Mondays cover) – 2:43
11. What's My Name (live; The Clash cover) – 1:45
12. Velocity Girl (Primal Scream cover) – 1:41
13. Can't Take My Eyes Off You (Frankie Valli cover) – 3:13
14. Didn't My Lord Deliver Daniel (tradiz.; Paul Robeson cover) – 2:07
15. Last Christmas (live 20/12/96 TFI Friday Performance; Wham! cover) – 2:05

Tracce Bonus Ed. Giapponese
1. A Secret Society – 2:53
2. Firefight – 3:43
3. Picturesque – 3:53
4. Everything Must Go – 3:09